# Comarca de Tafalla
La comarca de Tafalla és una comarca de Navarra inclosa en la merindad d'Olite i que engloba 18 municipis. Es troba dins la comarca agrària de la Navarra Mitjana. El municipi més poblat és Tafalla.

## Municipis
Segons l'INE, l'u de gener del 2006, la comarca tenia 23.735 habitants. Agrupa els municipis d'Artajona, Barasoain, Beire, Berbinzana, Garinoain, Larraga, Leotz, Lerga, Mendigorria, Olite, Oloritz, Orisoain, Pitillas, Pueyo, San Martín de Unx, Tafalla, Uxue i Untzue.